# Козлін
Козлін (пол. Koźlin) — село в Польщі, у гміні Острувек Велюнського повіту Лодзинського воєводства.
У 1975—1998 роках село належало до Серадзького воєводства.